# Paradosso di Allais
Il paradosso di Allais è il più celebre paradosso del modello dell’utilità attesa risalente al 1953, quando l'economista francese Maurice Allais riscontrò in diversi esperimenti la violazione dell'assioma di indipendenza. Gli individui si comportavano in modo ambiguo nella scelta tra eventi quasi certi ed eventi probabili. 

## L'esperimento
Allais chiese ad un campione di individui di selezionare una tra due prospettive in due diverse lotterie:
| A                         | B                 |
| 2500 con probabilità 0,33 | 2400 con certezza |
| 2400 con probabilità 0,66 | 2400 con certezza |
| 0 con probabilità 0,01    | 2400 con certezza |

| C                         | D                         |
| 2500 con probabilità 0,33 | 2400 con probabilità 0,34 |
| 0 con probabilità 0,67    | 0 con probabilità 0,66    |

Allais riscontrò che per i 72 intervistati del suo campione, l'82% sceglieva B nella prima scommessa e l'83% C nella seconda lotteria. Tale risultato viola l'assunto di indipendenza dell'utilità attesa, poiché se la prospettiva B è preferita alla prospettiva A allora per lo stesso agente la scommessa D deve essere preferita a C. Utilizzando l'utilità attesa esprimiamo la relazione di preferenza espressa nella prima scommessa:
Sottraendo {\displaystyle 0,66u(2400)} da entrambi i membri, si ottiene {\displaystyle 0,34u(2400)>0,33u(2500)}, che corrisponde al secondo problema di scelta tra le lotterie C e D. Essendo la lotteria C preferita a D, le scelte degli intervistati risultano incoerenti con la teoria dell'utilità attesa.
Gli individui scelgono l'alternativa B certa nonostante A incerto abbia un valore atteso maggiore mostrando la preferenza per la certezza degli individui avversi al rischio. Nella seconda coppia di prospettive l'individuo, avendo una probabilità decisamente bassa di avere un premio, preferisce un premio più alto con una probabilità minore rispetto ad un premio più basso con una probabilità maggiore, e dà quindi più credito al premio che alle probabilità. Il paradosso di Allais può essere spiegato impiegando il cosiddetto fanning out delle curve d'indifferenza (triangolo di Marschack-Machina).